# Diana de Versalhes
Diana de Versalhes ou Artemísia, deusa da Caça (em Francês : Artémis, déesse de la chasse, ou Diane Chasseresse)  é uma famosa estátua da deusa Diana actualmente conservada no Museu do Louvre, em Paris, França.
Realizada em mármore branco, com 2 metros de altura, a obra é uma cópia romana da era imperial de um original perdido, em bronze, atribuído ao escultor grego Leocarés, datado provavelmente de c. 325 a.C. Foi descoberta na Itália, mas a sua proveniência exata não é conhecida. O Museu do Louvre sugere a localidade de Nemi, onde antigamente existiu um santuário dedicado a esta deusa.
Em 1556, foi oferecida pelo papa Paulo IV ao rei Henrique II da França, como subtil mas inegável alusão à notória amante do rei, Diana de Poitiers. Foi então instalada no Jardim da Rainha no Palácio de Fontainebleau, onde eram expostas importantes peças da Antiguidade. Logo a fama da peça se espalhou, e segundo Haskell & Penny "entre todas as estátuas exportadas da Itália antes da segunda metade do século XVII, a estátua de Diana adquiriu uma reputação equivalente às peças expostas no Belvedere do Vaticano ou no Palácio Borghese".
Em 1602, Henrique IV transferiu-a para o Louvre e mandou que fosse restaurada, trabalho confiado a Barthélemy Prieur. Sob Luís XIV, foi enviada para Versalhes, onde ficou exposta na Grande Galeria. Em 1798, por decreto da Convenção, foi enviada para o recém-criado Museu do Louvre.
A estátua de Diana é um dos melhores exemplos da escultura clássica greco-romana, e segundo Alexander Murray trata-se da mais importante representação da deusa que chegou a nós, tendo sido copiada várias vezes em bronze e mármore.
A figura de Diana é dinâmica, está em plena caça, pronta a tirar uma flecha de seu arcaz. O braço esquerdo, que havia sido perdido, foi reconstruído de modo a fazer a mão pousar na cabeça da corça, animal sagrado da deusa, mas originalmente devia segurar um arco. Traja uma túnica presa na cintura para proporcionar mais liberdade às pernas em movimento, com o tecido tratado em formas esvoaçantes. Nos pés traz sandálias e, na cabeça, um diadema.